# Dorino II. Gattilusio
Dorino II. Gattilusio (auch Dorino Gattilusio) (* nach 1400; † nach 1488) war von 1455 bis 1456 der letzte Herr von Ainos. Er entstammte der angesehenen genuesischen Patrizierfamilie Gattilusio und war der jüngere Sohn des Herrn Palamede Gattilusio von Ainos.

## Leben
Da sein älterer Bruder Giorgio bereits 1449 verstorben war, übernahm Dorino Gattilusio nach dem Tod seines Vaters 1455 die Herrschaft in Aenos. Es kam zu Erbfolgeauseinandersetzungen mit der Witwe Giorgios und deren Kindern. Giorgios Witwe reklamierte für ihre Kinder die Erbrechte des erstgeborenen Sohnes von Palamede, zumal dieser bereits zu Lebzeiten seines Vaters über die Besitzungen verfügen konnte. Da es zu keiner gütlichen Einigung zwischen ihnen kam, wandte sich die Witwe sich an den osmanischen Sultan Mehmed II. Ihr Onkel, den sie als Gesandten geschickt hatte berichtete dem Sultan, dass dieser sich mit den Italienern verbünden wolle und die Loslösung von der osmanischen Oberhoheit betreibe. Mehmed II. war nach dem Ende des Byzantinischen Reichs der Lehnsherr der christlichen Herren in der Ägäis.
Am 24. Januar 1456 verließ der Sultan Konstantinopel und entsandte den Admiral Has Yunus Bey  mit einer Flotte nach Ainos. Da sich Gattilusio zu diesem Zeitpunkt auf der zu seinem Besitz gehörenden Insel Samothrake aufhielt, kapitulierte die führungslose Stadt Ainos kampflos, da den Stadtältesten die Schonung von Stadt und Bewohnern zugesichert wurde. Der Sultan erteilte Yunus Pascha den Befehl die Inseln Samothrake und Imbros zu besetzen. Gattilusio wollte diesem zuvorkommen, da der Sultan ihm diese Inseln zunächst weiterhin zum Lehen geben wollte. Yunus Pascha sprach sich dagegen aus und so bot der Sultan Gattilusio lediglich Zichnai in Mazedonien zu, wo er dann unter osmanischer Bewachung de facto unter Hausarrest lebte. In einem bewaffneten Handstreich gelang es ihm um 1460 mit seinen Getreuen, die Wachen zu überwältigen und zu fliehen. Nach manchen Quellen soll er 1488 nach Genua, nach anderen Quellen zunächst nach Lesbos, das zu diesem Zeitpunkt noch unter der Herrschaft seines Verwandten Niccolo II. Gattilusio stand, geflohen sein. Vermutlich nach 1462 begab er sich nach Naxos, wo er um 1465 Elisabetta Crispo, die Tochter seines verstorbenen Onkels Herzog Giacomo II. Crispo von Naxos, heiratete. Bis zu seinem Tod blieb Gattilusio in Naxos.
In einer am 3. Dezember 1488 ausgestellten Akte heißt es, dass „Dorino II Gattilusio, Sohn des Palamede, ‚domini Enei Samotracie insule‘ und Erbe seiner Vettern, Dominico und Nicolò II (Kinder des Dorino I, ‚domini insule Miteleni, Foliarum veterurn et insule Taxii‘) seine griechischen Prätensionen an seinen Verwandten Marco Doria“ abtrat.